# Subaru XT

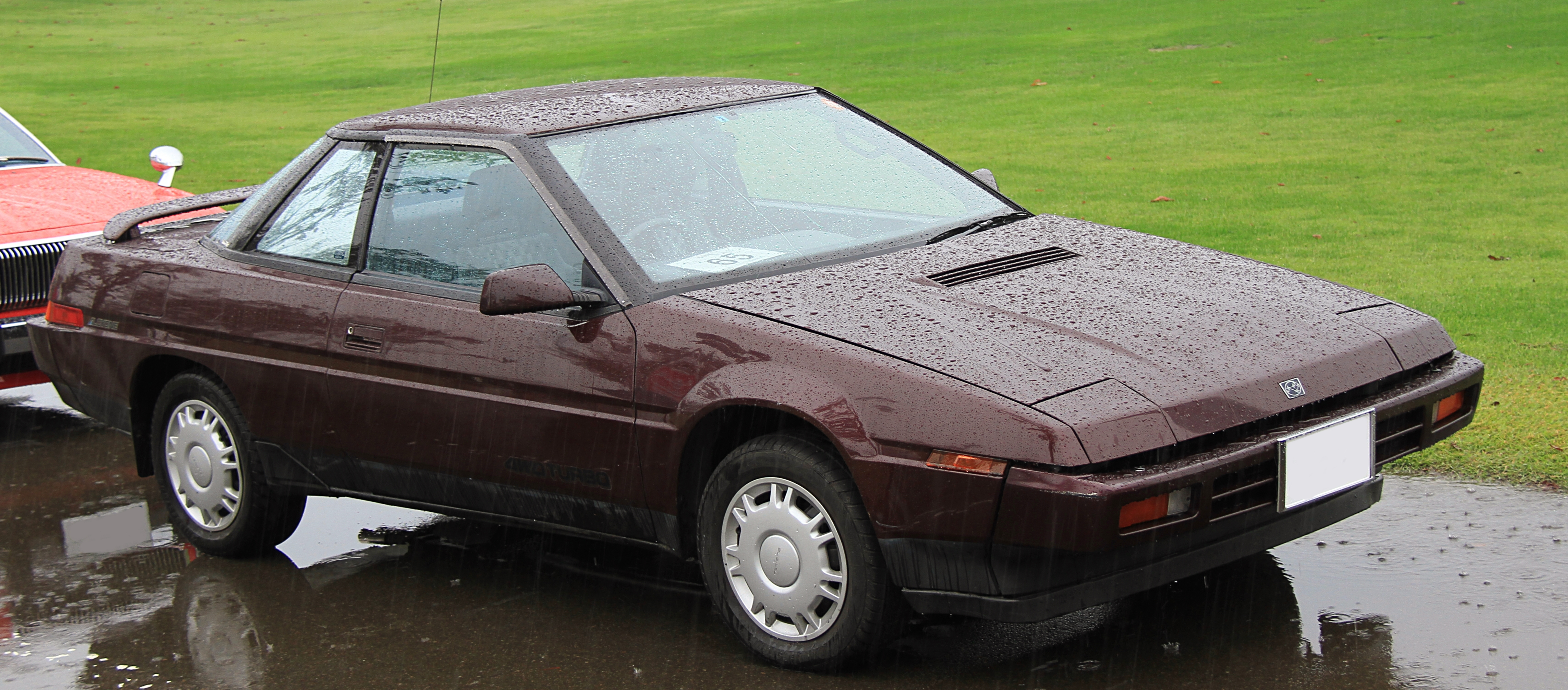
Imagem ilustrativa

O Subaru XT (Subaru Alcyone no Japão e Subaru Vortex na Austrália) é um automóvel coupé produzido pela Subaru entre os anos de 1985 e 1991.